# Maciço Tamu
O Maciço Tamu (em inglês: Tamu Massif) é um enorme vulcão em escudo submarino extinto, situado no noroeste do oceano Pacífico. A possibilidade da sua natureza enquanto vulcão singular foi anunciada em 5 de setembro de 2013. Caso fosse confirmado, o maciço Tamu seria o maior vulcão da Terra. Situa-se no "Planalto de Shatsky", cerca de 1 600 km a leste do Japão. Seu cume situa-se a 1980 m de profundidade e a base a 6400 m, tendo o vulcão uma altura de cerca de 4 400 m.

## Nome
O nome Tamu é tirado das iniciais de Texas A&M University, local onde William Sager, professor de geologia da Universidade de Houston e um dos cientistas que estudam o vulcão, o descobriram. Massif, que significa "maciço", "pesado" ou "massivo" em francês, é uma grande montanha ou parte da crosta terrestre que é demarcada por falhas e curvas.

## Descrição
O maciço Tamu é um vulcão do tipo submarino localizado a 1 600 km a leste do Japão, cobrindo uma área aproximada de 310 mil quilômetros quadrados e com 650 km de extensão. Faz parte da cadeia montanhosa submarina "Planalto de Shatsky", formada há cerca de 130 a 145 milhões de anos, pelo cruzamento de três placas tectônicas da crosta terrestre (a placa euroasiática, a placa das Filipinas e a placa do Pacífico). Foi descoberto por uma equipe de cientistas da Universidade de Houston, no Texas, liderada pelo geólogo marinho William Sager.